# پیوند الکتریکی
پیوند الکتریکی نقطه یا منطقه ای است که چندین رسانا یا نیم‌رسانا با هم تماس فیزیکی برقرار می‌کنند. انواع پیوندهای الکتریکی شامل پیوندهای ترموالکتریکی، پیوند فلز-نیم‌رسانا و پیوند پی-ان است. پیوندهای یا یکسوسازهستند یا غیریکسوساز. به پیوند غیریکسوساز اتصال اهمی گفته می‌شود. اجزای الکترونیکی که از پیوند یکسوسازی استفاده می‌کنند شامل دیودهای پی-ان، دیودهای شاتکی و ترانزیستورهای دو قطبی پیوندی هستند.